# Euroleon sjostedti
Euroleon sjostedti är en insektsart som beskrevs av Navás 1928. Euroleon sjostedti ingår i släktet Euroleon och familjen myrlejonsländor. Inga underarter finns listade i Catalogue of Life.